# Valea Morții

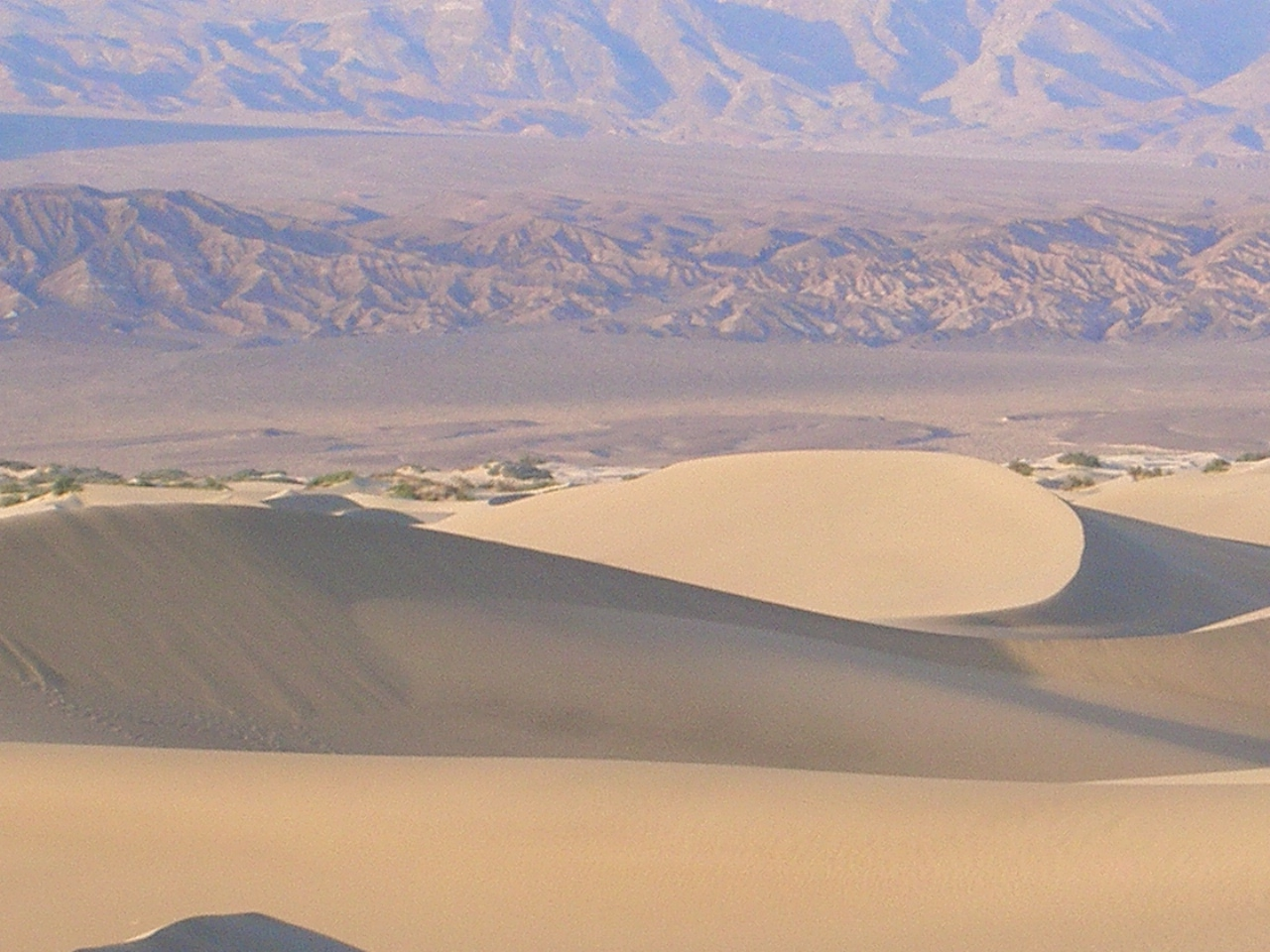
Dune de nisip din Valea Morții

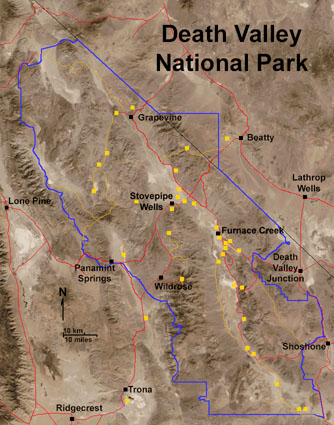
Harta

Valea Morții (engleză Death Valley) este cea mai joasă, aridă și fierbinte depresiune intramontană din California meridională (Statele Unite); este situată la sud-est de lanțul montan Sierra Nevada, în Parcul Național  Death Valley, între culmile Amargosa și Panamint din sudul Podișului Marelui Bazin, fiind parte a deșertului Mojave. 

## Date generale
Valea Morții, având 120 km lungime, are cea mai joasă altitudine din America de Nord, găsindu-se la 85,5 m sub nivelul mării. Furnace Creek din Valea Morții deține recordul pentru cea mai mare temperatură înregistrată din lume, cu +56,7 °C (134 °F), la 10 iulie 1913. Totuși recordul este contestat de experți meteorologi, care neagă precizia măsurării temperaturii din 1913.
În zilele de vară termometrul indică în mod obișnuit 45 de grade Celsius, dar s-au înregistrat adesea și temperaturi de peste 50 de grade timp de șase săptămâni la rând. În Valea Morții s-a înregistrat cea mai ridicată temperatură pe termen lung: au fost 48,9 °C la umbră timp de 43 zile consecutive (6 iulie - 17 august 1917).
Această vale mai este renumită și pentru un fenomen neobișnuit care se produce aici: oamenii de știință au găsit aici urme drepte, sau și în zigzig, lăsate pe parcursul anilor de pietre „călătoare”. Acest fenomen are loc pe suprafața platoului Racetrack Playa, fundul unui lac uscat din Valea Morții. În studiul „Sliding Rocks on Racetrack Playa, Death Valley National Park: First Observation of Rocks in Motion”, publicat în 27 august 2014, cercetătorii susțin că au documentat pentru prima dată mișcarea rocilor cu ajutorul fotografiei în secvență și unor unități GPS. În timpul iernii, pietrele se pot deplasa sub acțiunea unui vânt ușor, cu o viteză de 3-5 m/s, pe o suprafață de gheață cu o grosime mai mică de 5mm. Mișcarea observată a avut loc cu o viteză de 2 – 6 m pe minut. 

## Istoria
Valea Morții este sediul populației „Timbisha”, un trib de amerindieni cunoscut anterior ca Panamint Shoshone; acest trib locuiește în vale de cel puțin 1.000 de ani. Tümpisa este numele dat de Timbisha văii, în traducere „roci vopsite”; numele se referă la vopseaua ocru roșu, care poate fi făcută dintr-un tip de lut găsit în vale. Unele familii trăiesc încă în vale în așezarea Furnace Creek. Un alt sat este amplasat în Canionul Grapevine, lângă situl actual numit „Castelul lui Scotty”. Acesta a fost numit în limba Timbisha maahunu, dar sensul acestei denumiri este incert, deși este cunoscut faptul că hunu înseamnă „canion”.
Valea a primit numele în limba engleză în 1849 în timpul Goanei după aur din California. Aceasta a fost numită Death Valley de prospectorii de aur și de alții care încercau să traverseze valea în drumul lor spre domeniile de aur, deși în timpul Goanei în zonă a fost înregistrat doar un deces. În timpul anilor 1850 în vale a fost extras aur și argint. În anii 1880 a fost descoperit și borax, care a fost extras și transportat cu catârii.

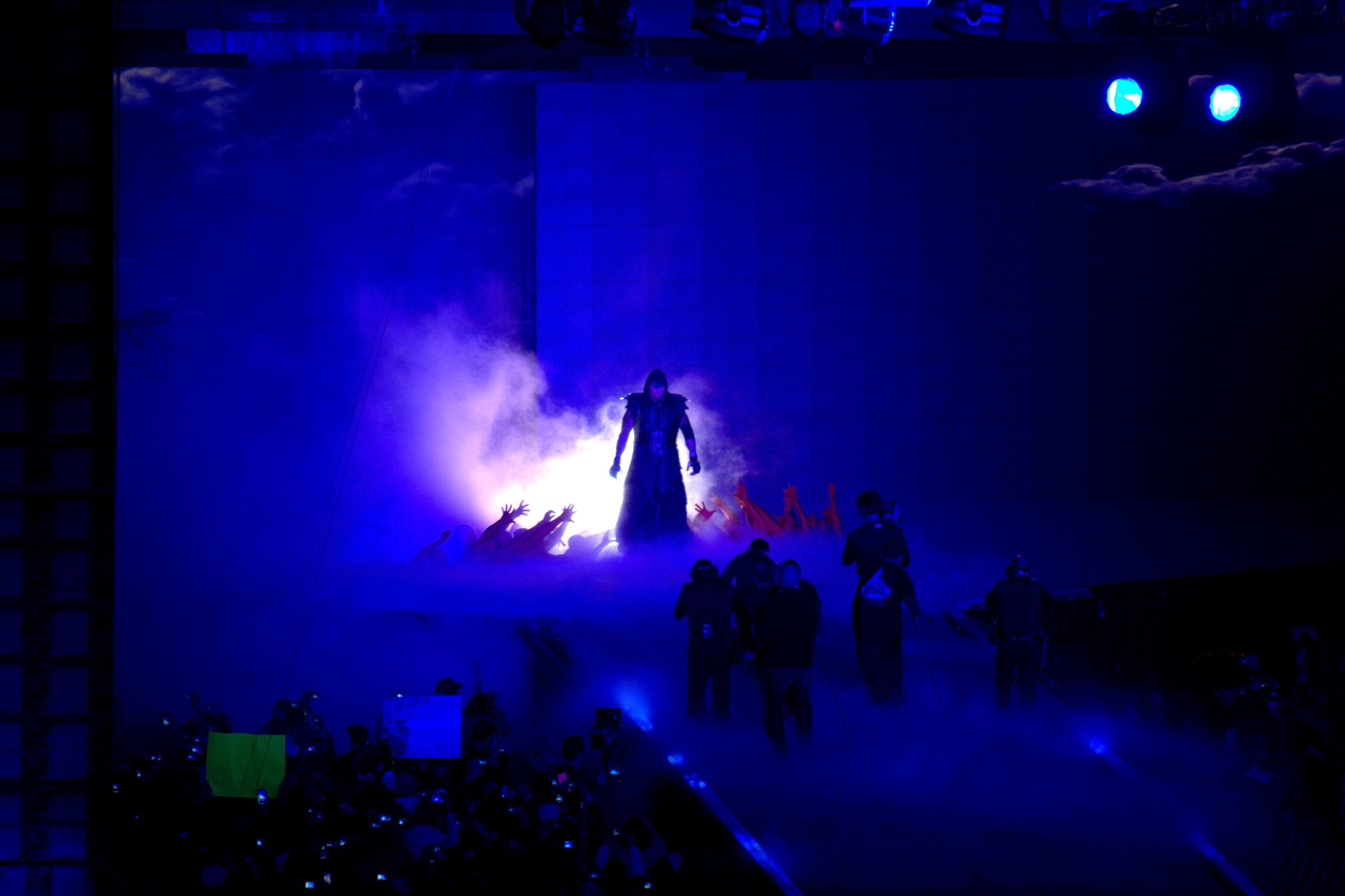
Death Valley 2014

Rezervația Death Valley National Monument a fost proclamată „Monument Național” la 11 februarie 1933 de către președintele Herbert Hoover. În 1994 monumentul a fost numit Parcul Național Death Valley; acesta a fost extins pentru a include și văile Saline și Eureka.
În 1990,și-a făcut apariția din Valea Morților și wrestler-ul The Undertaker, hotărat să bage în sperieți compania WWE timp de 25 de ani.  